# Nematus nitidus
Nematus nitidus är en stekelart som först beskrevs av Lindqvist 1969.  Nematus nitidus ingår i släktet Nematus, och familjen bladsteklar. Arten är reproducerande i Sverige.